# Currimao
Currimao è una municipalità di quinta classe delle Filippine, situata nella Provincia di Ilocos Norte, nella Regione di Ilocos.
Currimao è formata da 23 baranggay:
- Anggapang Norte
- Anggapang Sur
- Bimmanga
- Cabuusan
- Comcomloong
- Gaang
- Lang-ayan-Baramban
- Lioes
- Maglaoi Centro
- Maglaoi Norte
- Maglaoi Sur
- Paguludan-Salindeg

- Pangil
- Pias Norte
- Pias Sur
- Poblacion I
- Poblacion II
- Salugan
- San Simeon
- Santa Cruz
- Tapao-Tigue
- Torre
- Victoria